# اخیم فون بوریس
اخیم فون بوریس (آلمانی: Achim von Borries؛ زادهٔ ۱۳ نوامبر ۱۹۶۸) کاگردان فیلم‌نامه‌نویس اهل آلمان است.

## فیلم‌شناسی
| سال  | نام              | تقش        | تقش        | یادداشت‌ها |
| سال  | نام              | کارگردان   | نویسنده    | یادداشت‌ها |
| ---- | ---------------- | ---------- | ---------- | --------- |
| ۲۰۱۷ | بابیلون برلین    | Green tick | Green tick |           |
| ۲۰۱۶ | تنها در برلین    |            | Green tick |           |
| ۲۰۱۱ | 4 Days in May    | Green tick | Green tick |           |
| ۲۰۰۴ | Love in Thoughts | Green tick |            |           |
| ۲۰۰۳ | خداحافظ لنین     |            | Green tick |           |